# UV index

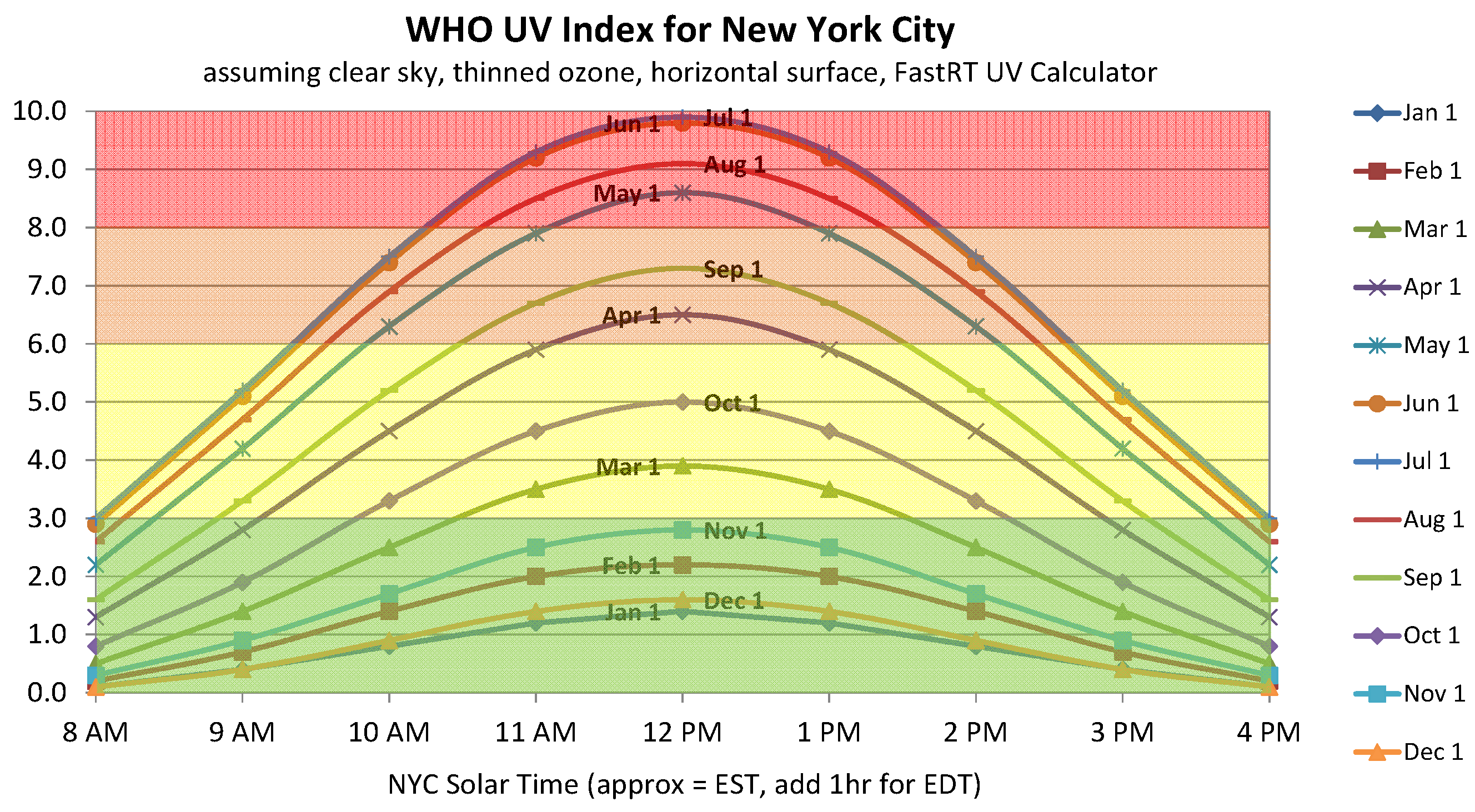
Typické změny UV indexu pro jisté bezoblačné dny během roku spočtené pro New York ukazující, jak UV index dosahuje maxima kolem poledne.

Grafické znázornění spektrálního omezení záření pro UV index na účinnosti erytému (zarudnutí kůže), kterou ustanovila Mezinárodní komise pro osvětlování, tedy obdobou světelné účinnosti oka ve fotometrii.

UV index je stupnice užívaná při měření ultrafialového záření, podle které by měla být volena vhodná ochrana lidského organismu před škodlivými účinky tohoto záření. Jeden stupeň stupnice UV indexu má hodnotu 25 miliwattů na metr čtvereční. Nejedná se ovšem přímo o intenzitu záření ze Slunce (se stejnými jednotkami), ale záření je spektrálně redukováno standardizovanou vahou reakce lidské kůže na UV záření.

## Vhodná ochrana při jednotlivých hodnotách UV indexu
- 0–2 (nízký, označovaný zeleně) – ochrana není nutná
- 3–5 (střední, žlutě) – použití slunečních brýlí a pokrývky hlavy
- 6–7 (vysoký, oranžově) – stejná opatření jako při nižších stupních, navíc použití opalovacího krému s vysokým UV faktorem
- 8–10 (velmi vysoký, červeně) – zdržování se ve stínu mezi 11:00 a 15:00
- 11+ (extrémní, fialově) – přes den je vhodné nevycházet ven ze zděných nebo dřevěných budov; sluneční záření je tak intenzivní, že by mohlo způsobit fotodermatitidu (zánět kůže) během deseti minut

## Závislost UV indexu na geografické poloze
UV index je závislý hlavně na zeměpisné šířce. Nejvyšší hodnoty bývají naměřeny kolem rovníku, nejnižší pak na pólech. Dále je UV index závislý na nadmořské výšce, čím výše, tím vyšší UV index se naměří, a to zhruba o jednu jednotku na každých 800 metrů nadmořské výšky. Na zeměpisné délce je UV index závislý pouze z důvodu různé síly ozonové vrstvy na různých částech Země. Z toho důvodu je také vyšší UV index na jižním pólu pod ozonovou dírou než na severním.